# Бєлінський Степан Сидорович
Степа́н Си́дорович Бєлі́нський (нар. 20 квітня 1916 — 20 грудня 1995) — механік-водій 104-го танкового полку. Повний кавалер ордена Слави (1945).

## Біографія
Народився 20 квітня 1916 року в селі Торків (тепер Тульчинського району Вінницької області) в селянській родині. Українець. Освіта — неповна середня. Після школи працював трактористом у колгоспі. У Червоній Армії з 1937 року. Був направлений в бронетанкові війська. Брав участь у радянсько-фінській війні. По закінченні збройного конфлікту залишився на надстрокову службу.
На початку німецько-радянської війни перебував у Західній Україні на посаді механіка-водія легкого танка окремого батальйону зв'язку. З перших днів брав участь у боях з німецькими загарбниками. Пройшов запеклу танкову битву під містом Дубно, тяжкі бої під Житомиром і на підступах до Києва. У серпні 1941 року був направлений до 23-го навчально-танкового полку для перепідготовки. У тилу досконало опанував танками Т-34 і КВ, вивчив деякі іноземні моделі. У 1942 році був прийнятий до лав ВКП(б).
На фронт повернувся влітку 1943 року. Був призначений механіком-водієм в 104-й танковий полк 5-ї гвардійської кавалерійської дивізії, що входила до складу 3-го гвардійського кавалерійського корпусу. Брав участь у стрімких рейдах і зухвалих ударах по ворожих тилах. 24 червня його підрозділ, діючи на Богушевському напрямку, вийшов на оперативний простір. 26 червня під час атаки опорного пункту в селі Догановка, танк старшого сержанта Белінського першим увірвався на ворожі вогневі позиції, розчавив протитанкову гармату разом з обслугою, знищив декілька вогневих точок і забезпечив успішне просування сусіднім танкам і піхоті. Через два дні так само стрімко танкісти атакували противника в населеному пункті Смолян. 28 червня кінно-механізована група вийшла на Березину, відразу форсувала річку і продовжила наступ на захід. За ці бої Степан Белінський був нагороджений орденом Червоної Зірки.
В середині липня 3-й гвардійський кавалерійський корпус форсував Німан поблизу Гродно і незабаром увійшов на територію Східної Пруссії. 4 листопада в бою у міста Гольдап танкісти чотири рази ходили в атаку. Під час четвертої атаки, від вогню ворожої артилерії, вийшов з ладу сусідній танк. Екіпажу його загрожувала смертельна небезпека. У розпалі бою, танк Белінського прикрив підбиту машину своїм корпусом і безперервно маневрував під вогнем ворожої артилерії, доки екіпаж не усунув пошкодження. 21 листопада 1944 року старший сержант Степан Белінський був нагороджений орденом Слави 3-го ступеня (№ 198029).
19 січня 1945 року кавалеристи оволоділи міцно укріпленим пунктом Яново на території Польщі і продовжували наступ у напрямку Алленштейна (Східна Пруссія). 20 січня його танк першим увірвався в населений пункт Клейн Грабовен, подолав три лінії оборони, розчавив декілька кулеметних точок і наздогнав великий обоз противника. На повній швидкості машина врізалася в колону і розчавила понад 15 возів з боєприпасами. Через два дні, на околиці Алленштейна, зухвало увірвався у ворожу оборону, розчавив міномет і два кулемети з розрахунками. 14 лютого 1945 року нагороджений орденом Слави 2-го ступеня (№ 10671).
Відзначився і в Берлінській операції. 30 квітня, в бою за аеродром міста Цахова, він сміливим маневром вивів танк в тил ворожого гарнізону; знищив дві гармати, два кулемети і близько тридцяти німецьких вояків. Наступного дня скінчилися боєприпаси, але екіпаж не вийшов з бою: гусеницями розчавив три міномета і близько двох десятків ворожих солдатів. А наостанок таранив німецький танк. 2 травня під час взяття міста Варнемюнде екіпаж знищив 12 кулеметних точок, чотири гармати, п'ять автомашин з боєприпасами і близько 30 вояків. Указом Президії Верховної Ради СРСР від 29 червня 1945 року, за виняткову мужність і відвагу, нагороджений орденом Слави 1-го ступеня (№ 1556). Став повним кавалером ордена Слави.
Після війни старшина Белінський був демобілізований. Працював на шахті «Білоріченська» тресту «Ленінвугілля». Мешкав у селищі Білоріченський (Лутугинський район Луганської області). У мирний час нагороджений орденом Вітчизняної війни 1-го ступеня, медалями. Помер 20 грудня 1995 року.